# 早瀬圭一
早瀬 圭一（はやせ けいいち、1937年12月14日 - ）は、日本のジャーナリスト、ノンフィクション作家、毎日新聞社客員編集委員、東洋英和女学院大学名誉教授。
大阪府生まれ。同志社大学法学部卒業後、1961年毎日新聞入社。名古屋、大阪、東京各社会部を経て、『サンデー毎日』別冊編集長。石川達三『七人の敵が居た』も担当した。その後、編集局編集委員。1982年、『長い命のために』で第13回大宅壮一ノンフィクション賞受賞。毎日新聞客員編集委員。1993年愛知みずほ大学教授、1998年龍谷大学社会学部教授、2001年東洋英和女学院大学教授、2008年同名誉教授、北陸学院大学副学長・教授、2012年退任。

## 著書
- 『長い命のために』新潮社 1981[7] のち文庫
- 『長い午後 女子刑務所の日々』毎日新聞社 1983[8] のち文春文庫
- 『長らえしとき 武蔵野「有料福祉」の現場から』文藝春秋 1984 ISBN 4167412020 のち文庫
- 『失われしもの』毎日新聞社 1985 ISBN 4101390029 のち新潮文庫
- 『コオロギ上京す』文藝春秋 1985 ISBN 4163088202
- 『僕の出合った女』文化出版局 1987 ISBN 4579302745
- 『転職 男が迷うとき飛ぶとき』新潮社 1987 ISBN 4101390037 のち文庫
- 『痛快ワンマン町づくり』新潮社 1989 ISBN 4103398035 のちちくま文庫
- 『過ぎし愛のとき 淑女の履歴書』文藝春秋 1990 ISBN 4163443002 のち文庫 ISBN 4167412039
- 『人はなぜボケるのか』新潮社 1994 ISBN 4101390045 のち文庫
- 『平尾誠二、変幻自在に』毎日新聞社 1997 ISBN 4620311588 「平尾誠二 最後の挑戦」に改題、講談社文庫 ISBN 4062730340
- 『また会う日まで 「黄金の人生」という名の老人ホーム』新潮社 2003 ISBN 4103398051
- 『鮨を極める』講談社 2003 ISBN 4062683792 「鮨に生きる男たち」に改題、新潮文庫 ISBN 9784101390055
- 『銀座の達人たち』新潮社 2006 ISBN 410339806X
- 『大本襲撃 出口すみとその時代』毎日新聞社 2007 ISBN 9784101390062 [9] のち新潮文庫
- 『奇人変人料理人列伝』文藝春秋 2010 ISBN 9784163726007
- 『無理難題「プロデュース」します―小谷正一伝説』岩波書店 2011 ISBN 9784000022255
- 『聖路加病院で働くということ』岩波書店　2014 ISBN 9784000259972
- 『老いぼれ記者魂: 青山学院春木教授事件四十五年目の結末』幻戯書房 2018 ISBN 9784864881418

共著
- 石丸久尊、杉本伸子、野中昭夫共著『鮨12ケ月』新潮社 とんぼの本 2011 ISBN 9784106022173